# Обрх (Рибник)
45°35′ пн. ш. 15°21′ сх. д. / 45.58° пн. ш. 15.35° сх. д.
Обрх (хорв. Obrh) — населений пункт у Хорватії, у Карловацькій жупанії у складі громади Рибник.

## Населення
Населення за даними перепису 2011 року становило 7 осіб.
Динаміка чисельності населення поселення: